# Coupe de Tunisie de football 2009-2010
Navigation
Coupe de Tunisie 2008-2009 Coupe de Tunisie 2010-2011
La coupe de Tunisie de football 2009-2010 est la 53e édition de la coupe de Tunisie, la 78e depuis 1923. C'est une compétition à élimination directe mettant aux prises des centaines de clubs de football amateurs et professionnels à travers la Tunisie. Elle est organisée par la Fédération tunisienne de football (FTF) et ses ligues régionales.
Le Club sportif sfaxien est le tenant du titre.

## Résultats

### Premier tour préliminaire
- Étoile sportive du Fahs (Ligue 3) - Grombalia Sports (Ligue 3) : 5-0
- Union sportive de Bousalem (Ligue 3) - Hirondelle sportive de Kalâa Kebira (Ligue 3) : 0-1
- Union sportive de Siliana (Ligue 3) - Dahmani Athlétique Club (Ligue 3) : 1-1 a. p. 4-1 t. a. b.
- Association sportive de l'Ariana (Ligue 3) - STIR sportive de Zarzouna (Ligue 3) : 2-1
- Club sportif de Makthar (Ligue 3) - Étoile olympique La Goulette Kram (Ligue 3) : 0-1
- Club sportif de Menzel Bouzelfa (Ligue 3) - Club olympique des transports (Ligue 3) : 0-0 a. p. 4-5 t. a. b.
- Stade nabeulien (Ligue 3) : exempt du tour
- Aigle sportif de Jilma (Ligue 3) - Étoile sportive de Fériana (Ligue 3) : 2-1
- Union sportive de Sbeïtla (Ligue 3) - Étoile olympique de Sidi Bouzid (Ligue 3) : 2-1 a. p.
- Sfax railway sport (Ligue 3) - Kalâa Sport (Ligue 3) : 0-1
- Espoir sportif de Bouchemma (Ligue 3) - Océano Club de Kerkennah (Ligue 3) : 0-0 a. p. 0-3 t.a.b
- Sporting Club de Moknine (Ligue 3) - Étoile sportive d'El Jem (Ligue 3) : 1-1 a. p. 4-5 t.a.b
- Club sportif hilalien (Ligue 3) - Étoile sportive de Métlaoui (Ligue 3) : 3-1
- Espoir sportif de Jerba Midoun : exempte du tour
- Flèche sportive de Ras Jebel (Ligue 4) - Union sportive de Djedeida (Ligue 4) : 1-0
- Safia sportive Ksour (Ligue 4) - Club sportif de Rouhia (Ligue 4) : 2-1
- Avenir sportif d'Oued Ellil (Ligue 4) - Football Club de Jérissa (Ligue 4) : 1-2
- Association sportive de Ghardimaou (Ligue 4) - Jeunesse sportive de Tebourba (Ligue 4) : forfait
- Avenir sportif de Mohammedia (Ligue 4) - Vague sportive de Menzel Abderrahmane (Ligue 4) : 1-2
- Club sportif de Fouchana (Ligue 4) - Étoile sportive de Tajerouine (Ligue 4) : 0-0 a. p. 3-4 t. a. b.
- Tinja Sports (Ligue 4) - Mouldiet Manouba (Ligue 4) : forfait du premier club
- Jeunesse sportive de La Soukra (Ligue 4) - Astre sportif de Zaouiet Sousse (Ligue 4) : 2-0 a. p.
- Sporting Club de Ben Arous (Ligue 4) - Moltaka sportif de Bir Bouregba (Ligue 4) : 5-0
- Étoile sportive de Radès (Ligue 4) - Avenir populaire de Soliman (Ligue 4) : 2-0
- Ettadhamen Sports (Ligue 4) - Espoir sportif de Bouficha (Ligue 4) : 2-1
- Club sportif des cheminots (Ligue 4) - Enfida Sports (Ligue 4) : 1-0
- Lion sportif de Ksibet Sousse (Ligue 4) - Jeunesse sportive d'El Omrane (Ligue 4) : 0-1
- Association Mégrine Sport (Ligue 4) - Football Club Hammamet (Ligue 4) : 3-1
- Stade sportif sfaxien (Ligue 4) - Flambeau sportif de Sahline (Ligue 4) : 3-1
- Avenir sportif de Sbikha (Ligue 4) - Club sportif de Hajeb El Ayoun (Ligue 4) : 0-0 a. p. 3-0 t. a. b.
- En-Nadi Ahly Bouhjar (Ligue 4) - Nasr sportif de Touza (Ligue 4) : 0-0 a. p. 5-3 t. a. b.
- Croissant sportif chebbien (Ligue 4) - Avenir sportif de Rejiche (Ligue 4) : 2-0
- Union sportif de Ksibet el-Médiouni (Ligue 4) - Aigle sportif de Téboulba (Ligue 4) : 0-1
- Avenir sportif de Louza (Ligue 4) - Avenir sportif de Mahrès (Ligue 4) : 2-1
- Ennahdha sportive de Jemmal (Ligue 4) - Envoi sportif de Regueb (Ligue 4) : 0-1
- Union sportive de Tataouine (Ligue 4) - Stade sportif gafsien (Ligue 4) : 0-1
- Widad sportif d'El Hamma (Ligue 4) - Astre sportif de Degache (Ligue 4) : 3-1
- Club olympique de Médenine (Ligue 4) - Flèche sportive de Gafsa-Ksar (Ligue 4) : 4-2
- Gazelle sportive de Moularès (Ligue 4) - Oasis sportive de Chenini (Ligue 4) : 2-3
- Croissant sportif de Redeyef (Ligue 4) - Club sportif de Nefta (Ligue 4) : 1-2
- Football Mdhilla Club (Ligue 4) - Union sportive de Zarzis (Ligue 4) 2-0
- Union sportive de Métouia (Ligue 4) : qualifiée

### Deuxième tour préliminaire
- Étoile olympique La Goulette Kram - Association sportive de l'Ariana : 1-0
- Étoile sportive du Fahs - Kalâa Sport : 2-0
- Hirondelle sportive de Kalâa Kebira - Union sportive de Sbeïtla : 0-1
- Union sportive de Siliana - Club sportif hilalien : 4-2
- Club olympique des transports - Étoile sportive d'El Jem : 1-0 a. p.
- Océano Club de Kerkennah - Espoir sportif de Jerba Midoun : 3-0
- Stade nabeulien - Aigle sportif de Jilma : 1-0
- Flèche sportive de Ras Jebel - Sporting Club de Ben Arous : 1-0
- Association sportive de Ghardimaou - Safia sportive Ksour : 3-5
- Jeunesse sportive de La Soukra - Football Club de Jérissa : 2-0
- Vague sportive de Menzel Abderrahmane - Jeunesse sportive d'Omrane : 2-0
- Étoile sportive de Tajerouine - Club sportif des cheminots : 0-2
- Mouldiet Manouba - Ettadhamen Sports : 1-0
- Étoile sportive de Radès - Association Mégrine Sport : 1-1 a. p. 1-3 t. a. b.
- Stade sportif sfaxien - En-Nadi Ahly Bouhjar : 4-0
- Avenir sportif de Sbikha - Envoi sportif de Regueb : 0-1
- Croissant sportif chebbien - Stade sportif gafsien : 2-1
- Oasis sportive de Chenini - Aigle sportif de Téboulba : 1-1 a. p. 5-6 t. a. b.
- Club olympique de Médenine - Football Mdhilla Club : 0-0 a. p. 4-5 t. a. b.
- Club sportif de Nefta - Widad sportif d'El Hamma : 2-1
- Union sportive de Métouia - Avenir sportif de Louza : 2-1

### Troisième tour préliminaire
- Vague sportive de Menzel Abderrahmane - Club sportif des cheminots : 4-0
- Club sportif de Nefta - Mouldiet Manouba : 2-1
- Football Mdhilla Club - Stade sportif sfaxien : 4-4 a. p. 5-6 t. a. b.
- Envoi sportif de Regueb - Association Mégrine Sport : 1-0
- Jeunesse sportive de La Soukra - Union sportive de Métouia : 2-1

### 1/32ede finale
- Olympique du Kef (Ligue 2) - Club sportif de Korba (Ligue 2) : 2-2 a. p. 1-3 t. a. b.
- Union sportive de Siliana - El Alia Sports (Ligue 5) : 3-1
- Stade africain de Menzel Bourguiba (Ligue 2) - Jeunesse sportive métouienne (Ligue 5) : 5-1
- Jendouba Sports (Ligue 2) - Vague sportive de Menzel Abderrahmane : 4-0
- Jeunesse sportive de La Soukra - Étoile sportive du Fahs : 2-2 a. p. (JSS au t. a. b.)
- Stade nabeulien - Avenir sportif de La Marsa (Ligue 2) : 2-3
- Étoile sportive de Béni Khalled (Ligue 2) - Étoile olympique La Goulette Kram : 3-1
- El Ahly Mateur (Ligue 2) - Club olympique des transports : 2-0
- Étoile sportive de Gaâfour (Ligue 5) - Stade soussien (Ligue 5) : 1-1 a. p. 3-4 t. a. b.
- Club Ahly de Sfax (Ligue 5) - Teboulbou Sport de Gabès (Ligue 5) : 1-0 a. p.
- Envoi sportif de Regueb - Avenir sportif de Gabès (Ligue 2) : 0-1
- Union sportive de Ben Guerdane (Ligue 2) - La Palme de Tozeur Avenir (Ligue 2) 3-0
- Croissant sportif de M'saken (Ligue 2) - Aigle sportif de Téboulba : 4-1
- Union sportive de Ksour Essef (Ligue 5) - Safia sportive Ksour : 3-2
- Union sportive de Menzel Bouzaiane (Ligue 5) - El Makarem de Mahdia (Ligue 2) : 0-8
- Océano Club de Kerkennah - Stade sportif sfaxien : 1-2
- Stade gabésien (Ligue 2) - Union sportive de Sbeïtla : 3-1
- Club sportif de Nefta - Association sportive de Djerba (Ligue 2) : 0-3

### Seizièmes de finale
| Date   | Équipe 1                           | Équipe 2                        | Score 90 min | Score Prol. | Tirs au but |
| ------ | ---------------------------------- | ------------------------------- | ------------ | ----------- | ----------- |
| 7 nov. | Avenir sportif de Kasserine        | Club Ahly de Sfax               | 2 - 0        |             |             |
| 7 nov. | Club africain                      | El Ahly Mateur                  | 2 - 2        | 2-2         | 4-2         |
| 7 nov. | Jendouba Sports                    | Stade soussien                  | 4 - 1        |             |             |
| 8 nov. | Espérance sportive de Zarzis       | Stade tunisien                  | 1- 2         |             |             |
| 8 nov. | Avenir sportif de La Marsa         | Étoile sportive du Sahel        | 0 - 0        | 0-0         | 5-4         |
| 8 nov. | Olympique de Béja                  | Stade gabésien                  | 3 - 0        |             |             |
| 8 nov. | Stade africain de Menzel Bourguiba | Espoir sportif de Hammam Sousse | 0 - 1        |             |             |
| 8 nov. | El Gawafel sportives de Gafsa      | Espérance sportive de Tunis     | 0 - 2        |             |             |
| 8 nov. | Union sportive de Ksour Essef      | Club sportif de Korba           | 0 - 3        |             |             |
| 8 nov. | Jeunesse sportive de La Soukra     | Stade sportif sfaxien           | 0 - 1        |             |             |
| 8 nov. | Étoile sportive de Béni Khalled    | Club sportif de Hammam Lif      | 1 - 0        |             |             |
| 8 nov. | Club athlétique bizertin           | Croissant sportif de M'saken    | 0 - 0        | 0-0         | 4-3         |
| 8 nov. | Union sportive de Ben Guerdane     | Union sportive de Siliana       | 2 - 0        |             |             |
| 8 nov. | El Makarem de Mahdia               | Association sportive de Djerba  | 0 - 3        |             |             |
| 8 nov. | Club sportif sfaxien               | Avenir sportif de Gabès         | 1 - 0        |             |             |
| 8 nov. | Jeunesse sportive kairouanaise     | Union sportive monastirienne    | 2 - 2        | 2-2         | 3-4         |

### Huitièmes de finale
| Date    | Équipe 1                        | Équipe 2                        | Score 90 min | Score Prol. | Tirs au but |
| ------- | ------------------------------- | ------------------------------- | ------------ | ----------- | ----------- |
| 12 déc. | Étoile sportive de Béni Khalled | Union sportive monastirienne    | 3-3          | 3-4         |             |
| 12 déc. | Avenir sportif de La Marsa      | Avenir sportif de Kasserine     | 0 - 0        | 0-0         | 3-2         |
| 12 déc. | Association sportive de Djerba  | Stade tunisien                  | 0 - 1        |             |             |
| 13 déc. | Olympique de Béja               | Espoir sportif de Hammam Sousse | 2 - 1        |             |             |
| 13 déc. | Union sportive de Ben Guerdane  | Club sportif de Korba           | 1 - 0        |             |             |
| 13 déc. | Jendouba Sports                 | Club athlétique bizertin        | 0 - 0        | 0-1         |             |
| 13 déc. | Espérance sportive de Tunis     | Club sportif sfaxien            | 1 - 2        |             |             |
| 13 déc. | Club africain                   | Stade sportif sfaxien           | 5 - 0        |             |             |

### Quarts de finale
| Date    | Équipe 1                     | Équipe 2                       | Score 90 min | Score Prol. | Tirs au but |
| ------- | ---------------------------- | ------------------------------ | ------------ | ----------- | ----------- |
| 27 mars | Olympique de Béja            | Union sportive de Ben Guerdane | 1 - 0        |             |             |
| 28 mars | Avenir sportif de La Marsa   | Club africain                  | 1 - 1        | 1 - 3       |             |
| 28 mars | Union sportive monastirienne | Stade tunisien                 | 1 - 2        |             |             |
| 28 mars | Club sportif sfaxien         | Club athlétique bizertin       | 0 - 0        | 0 - 0       | 4-2         |

### Demi-finales
| Date     | Équipe 1       | Équipe 2             | Score 90 min | Score Prol. | Tirs au but |
| -------- | -------------- | -------------------- | ------------ | ----------- | ----------- |
| 18 avril | Club africain  | Club sportif sfaxien | 1 - 1        | 2 - 4       |             |
| 21 avril | Stade tunisien | Olympique de Béja    | 0 - 1        |             |             |

### Finale
| Date   | Équipe 1             | Équipe 2          | Score 90 min | Score Prol. | Tirs au but |
| ------ | -------------------- | ----------------- | ------------ | ----------- | ----------- |
| 22 mai | Club sportif sfaxien | Olympique de Béja | 0 - 1        |             |             |